# بوبي براينت
بوبي براينت (بالإنجليزية: Bobby Bryant)‏ هو عازف جاز أمريكي، ولد في 19 مايو 1934 في هاتيسبورغ في الولايات المتحدة، وتوفي في 10 يونيو 1998 في لوس أنجلوس في الولايات المتحدة.

## وصلات خارجية
- بوبي براينت على موقع IMDb (الإنجليزية)
- بوبي براينت على موقع ميوزك برينز (الإنجليزية)
- بوبي براينت على موقع أول ميوزيك (الإنجليزية)
- بوبي براينت على موقع ديسكوغز (الإنجليزية)